# Farfelu de la Pomme
Farfelu de la Pomme (née le 9 avril 2005) est une jument alezane du stud-book sBs, montée en saut d'obstacles par le cavalier belge Jos Verlooy. C'est une fille de Narcotique de Muze II et Vigo d'Arsouilles. Elle est également poulinière.

## Histoire
Farfelu de la Pomme est bien une jument, contrairement à ce que suggère l'orthographe de son nom ; elle naît le 9 avril 2005, à l'élevage de Baertsoen-Kelderman, à Sint-Niklaas, en Belgique flamande. 
Elle est la propriété des écuries Eurohorse, où elle est montée au plus haut niveau par Jos Verlooy. En octobre 2016, elle se classe successivement 3e lors de l'Irish Horse Gateway International Show Jumping sur 1,45 m, et 4e des Grandstand Welcome Stakes, à 1,50 m, lors du CSI3* de Birmingham.

## Description
Farfelu de la Pomme est une jument de robe alezane, inscrite au stud-book du sBs (cheval de sport belge). Elle mesure 1,69 m.

## Palmarès

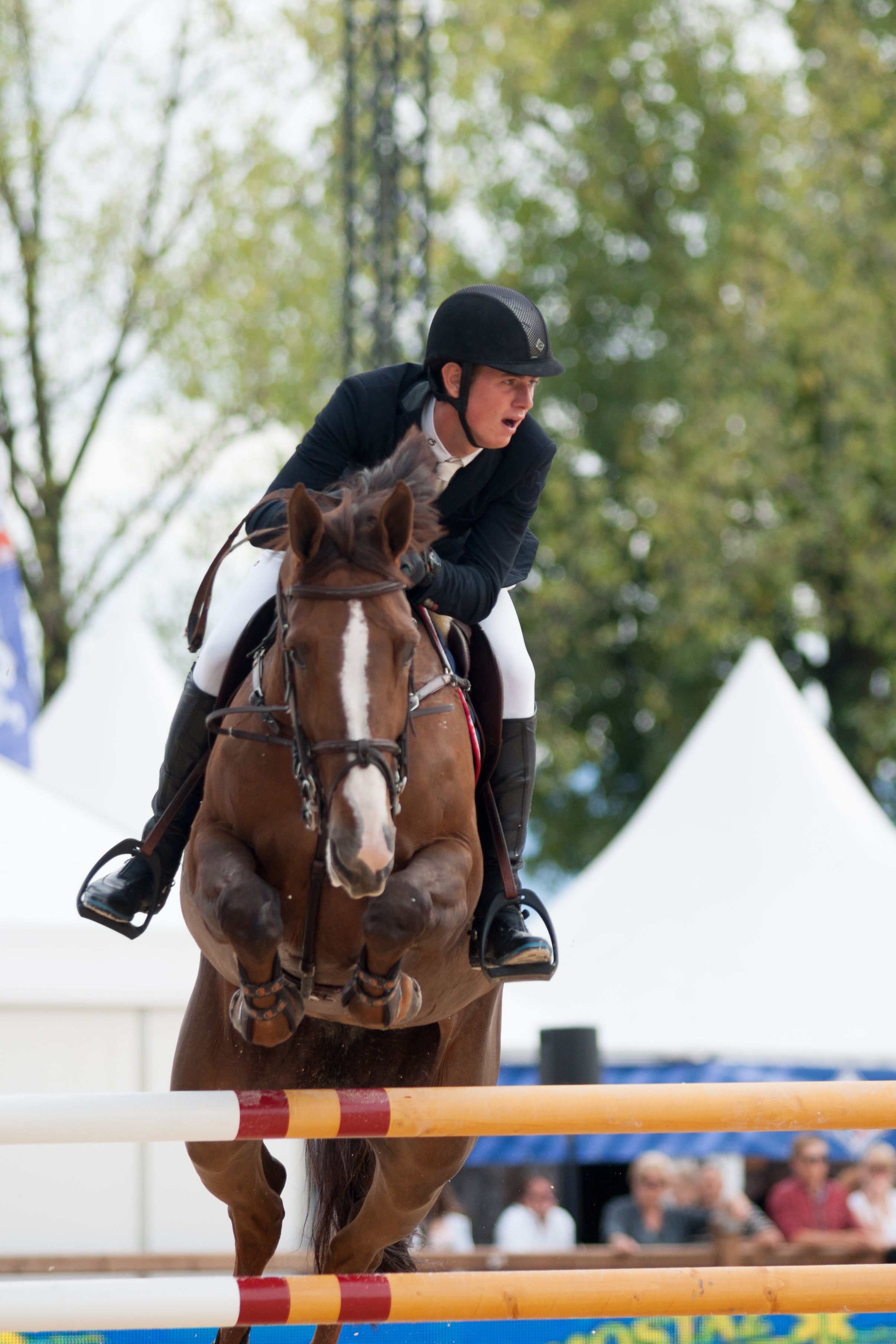
Farfelu de la Pomme montée par Jos Verlooy au Global Champions Tour de Lausanne, en décembre 2013.

- 8 octobre 2016 : 3e du Irish Horse Gateway International Show Jumping au CSI3* de Birmingham, à 1,55 m[1].
- 29 décembre 2016 : 6e du Grand Prix du CSI5*-W de Malines, à 1,50 m[1].
- 27 janvier 2018 : vainqueur du Hästens Prize au CSI4* d'Amsterdam, à 1,45 m[1].

## Origines
C'est une fille de Vigo d'Arsouilles et de Narcotique de Muze II, par Darco,

## Descendants
Mise à la reproduction, Farfelu de la Pomme a donné cinq poulains jusqu'en 2010 : Chantilly de Muze, Coquelicot de la Pomme, Donatella de la Pomme, Eh bien van T & L et Eigenwijs van T & L.